# Storia delle Artillerie-Division
L'esercito tedesco durante la seconda guerra mondiale formò cinque divisioni di artiglieria (Artillerie-Divisionen in tedesco): 18. Artillerie-Division, 309. Artillerie-Division, 310. Artillerie-Division, 311. Artillerie-Division e 312. Artillerie-Division.

## 18. Artillerie-Division
La 18. Artillerie-Division (18ª divisione di artiglieria) fu creata il 1º ottobre 1943 a Vicebsk dal comando e dai superstiti della 18. Panzer-Division (18ª divisione corazzata). L'ordine di creare questa divisione, la prima nel suo genere, venne emanato da Hitler il 7 settembre 1943 insieme ad un abbozzo di organizzazione (poi non rispettato) in quanto si riteneva opportuno disporre di un'unità potente sia in attacco che in difesa. Il primo comandante della formazione fu dal 20 ottobre 1943 al 28 febbraio 1944 il Generalleutnant Karl Thoholte, a cui successe in aprile il Generalmajor Gerhard Müller sostituito lo stesso mese nuovamente da Thoholte.
Alla divisione, oltre alle normali unità di artiglieria, fu assegnata una compagnia di fanteria d'assalto e quattro carri armati medi, questi ultimi con funzioni di ricognizione, e un battaglione fucilieri come retroguardia, rivelatosi poi molto utile nell'evitare la completa distruzione del reparto, che venne infatti salvato non meno di tre volte.
Alla fine di ottobre uomini e mezzi della divisione entrarono in linea a Vicebsk sotto la 4ª armata, mentre nel primo mese del 1944 erano a Vinnycja in seno alla 4. Panzerarmee, passando il mese successivo alla 1ª armata corazzata con la quale verso la fine di marzo fu circordata nella sacca di Kamenets-Podolskij, riuscendo a forzare la morsa nemica a Bučač il 6 aprile al prezzo di tutte le armi pesanti. Durante il ripiegamento seguente si verificarono ripetuti scontri con l'Armata Rossa che di fatto la privarono di tutti i restanti mezzi e cannoni. Per questo motivo la divisione venne declassata a kampfgruppe e sciolta il 27 luglio 1944. Il quartier generale divenne il Generalkommando del Panzerkorps Großdeutschland, l'88º battaglione comunicazioni fu rinominato "battaglione comunicazioni Großdeutschland" e i reggimenti di artiglieria furono convertiti in brigate indipendenti.
Otto soldati della 18. Artillerie-Division si meritarono la Croce Tedesca in oro.

## 309. Artillerie-Division
La 309. Artillerie-Division nacque nel gennaio 1944 a Parigi, anche se i suoi elementi vennero dispersi a seconda del bisogno rendendo raro l'impiego unitario dell'unità.
Nel 1945 passò alla 5. Panzerarmee.

## 310. Artillerie-Division
La 310. Artillerie-Division ebbe origine nella zona del Gruppo d'armate Sud, dal cambio di nome del Höherer Artillerie Kommandeur 310 e da elementi della 39ª divisione fanteria. Operò nel settore sud del fronte orientale dal dicembre 1943 al luglio 1944, mese del suo scioglimento arrivato prima della completa formazione. L'unico comandante, in carica dal 1º dicembre 1943 al 10 luglio 1944, fu il Generalmajor Werner Haack.

## 311. Artillerie-Division
La 311. Artillerie-Division ebbe origine nella zona del Gruppo d'armate Sud, dal cambio di nome del Höherer Artillerie Kommandeur 311. Operò nel settore sud del fronte orientale dal dicembre 1943 al luglio 1944, mese del suo scioglimento arrivato prima della completa formazione. L'unico comandante, in carica dal 1º dicembre 1943 al 28 luglio 1944, fu il Generalleutnant Josef Prinner.

## 312. Artillerie-Division
La 312. Artillerie-Division ebbe origine nella zona del Gruppo d'armate Sud, dal cambio di nome del Höherer Artillerie Kommandeur 312. Combatté nel settore sud del fronte orientale dal dicembre 1943 al luglio 1944, mese del suo scioglimento arrivato prima del completamento dei ranghi. I suoi comandanti furono il Generalleutnant Wilhelm Raithel (1º dicembre 1943 - 1º aprile 1944), il Generalmajor Johannes Krause (1º aprile 1944 - 5 maggio 1944) e il Generalleutnant Rudolf Friedrich (5 maggio 1944 - 28 luglio 1944).